# 出砂島射爆撃場
出砂島射爆撃場（いですなじましゃばくげきじょう）は、沖縄県島尻郡渡名喜村の入砂島にある在日米空軍の基地。アメリカ軍施設名としては「出砂島」という表記で、国土地理院の地図上では「入砂島」で登録されている（詳しくは入砂島を参照）。施設全体が射爆撃場となっている。

## 基地概要
那覇市から西北約55km、渡名喜島から西方約4kmに位置する出砂島は、無人島で、島全体が米軍の射爆撃場として、戦闘機やヘリによる小型爆弾投下訓練、機銃射撃訓練、照明弾投下訓練などの空対地射爆撃訓練が行われている。 特定防衛施設に指定され、演習時間は午前6時から午後11時まで、夜間も照明弾を投下して激しい訓練が実施されている。その様子は本土復帰後の1975年11月6日からは航空自衛隊も、標的投下及び回収訓練の訓練場として使用している。
- 面積: 約0.26km2
- 市町村別面積比率: 渡名喜村 100%
- 管理部隊：米空軍第18航空団第18運用群
- 使用部隊名：空軍、海軍、海兵隊、航空自衛隊
- 使用主目的：空対地射爆撃場

美しい島の姿は有名で、八重山の小浜島を舞台にしたNHKの朝の連続テレビ小説「ちゅらさん」のオープニングの映像にも使われたほどだが、米軍基地であるため、上陸することはできない。

## 沿革
- 1945年（昭和20年） - アメリカ軍の軍事占領の継続として使用開始。
- 1954年（昭和29年）10月27日 - 射爆撃場として設定される。
- 1972年（昭和47年）5月15日 - 沖縄の復帰に伴い出砂島射爆撃場として施設・区域が提供される。
- 1975年（昭和50年）11月6日 - 航空自衛隊の共同使用開始。
- 1979年（昭和54年）9月7日 - 渡名喜港に出入りする旅客定期船の運行に関し、提供水域の制限内容を追加。

## 神のいる島
入砂島の頂上付近にある4つの御嶽は、西御嶽・中御嶽・黒崎御嶽・浜崎御嶽で、渡名喜住民の聖地とされ、住民はこの島をまもり、毎年シマノーシ(島直し)の祭礼をおこなってきた。渡名喜島にある「神の宿る岩」（イェーンシジ）は、入砂島から渡ってくる神の岩だとされている。中御嶽の入砂の神は入砂島から船で渡ってくる、あるいは馬で渡ってくると伝えられている。
| 「                        | 入砂島は神がいる島なのでそこに潮干狩に行ったら「神様の島に来ました。無事に潮干狩をさせて下さい。」と合掌した後で島に上がり、また、乱暴な言葉を使ったり大声を出すと祟りがあると言われた。 | 」 |
| —沖縄県「沖縄のしまじま」 | |    |

1933年から町四反の新畑が開かれ、新設道路や防風林もつくられた。魚介類や海藻の宝庫で、とくにタコとエビの名産地であった。

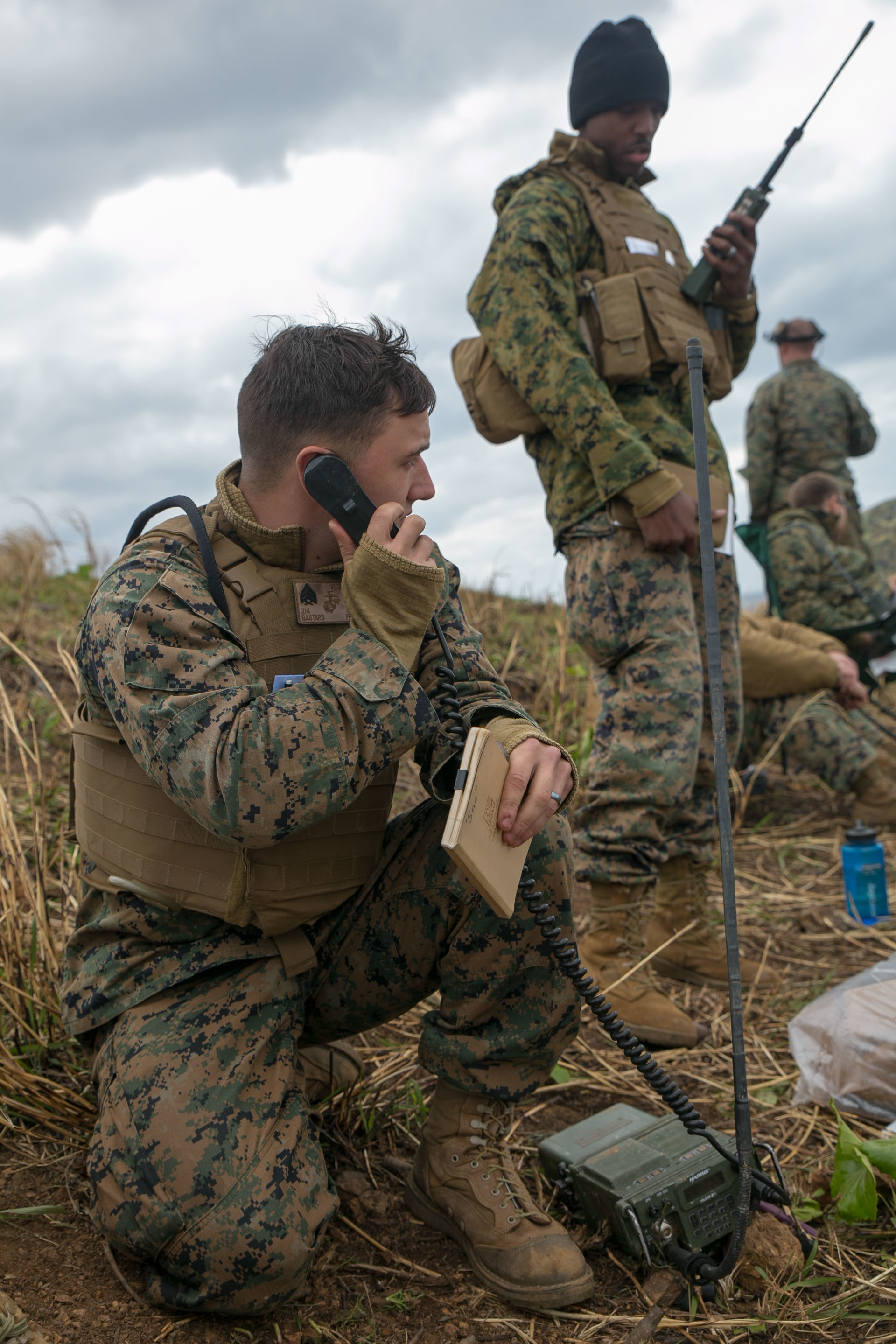
出砂島射爆撃場で訓練を行うアメリカ海兵隊統合末端攻撃統制官ら（2015年1月15日撮影）。

1945年、慶良間諸島に侵攻した米艦隊は、この島にも特攻艇が秘匿されているのではないかと警戒し、入砂島に艦砲射撃を行った。その後も占領は続き、特定防衛施設として現在では深夜11時まで照明弾を落とし射爆訓練が行われる。その様子は4km先の渡名喜島からもよく見える。
| 「                    | この島は米軍の銃砲弾を浴び続け足の踏み場もないほどに地表は荒廃してしまっている。 | 」 |
| —『渡名喜村史(上巻)』 |                                                                                  |    |

1997年、『渡名喜村史(上巻)」によると、渡名喜島出身の神女五人が島に渡り、50数年ぶりの祭事をおこなったが、島にあった4つの御嶽すべてが、その位置すら確認することができない状態であった。

## 地理
- ビーチロックの発達がみられる。